# Termoregulacija
Termoregulacija je sposobnost organizma za ohranjanje telesne temperature v določenih mejah, tudi ob znatno drugačni temperaturi okolja. Je proces homeostaze, ki vzdržuje dinamično ravnovesje med količino nastale oziroma prejete in oddane toplote. V primeru, da organizem ni več zmožen ohranjati normalne telesne temperature in se se le-ta poviša znatno nad normalno vrednostjo, se pojavi stanje hipertermije. Nasprotno stanje, hipotermija, se pojavi v primeru, da se temperatura organizma zniža pod to vrednostjo. Ohranjanje stalne telesne temperature je izjemnega pomena zaradi normalnega poteka biokemijskih reakcij in optimalnega delovanja encimov. Organizme, ki so sposobni vzdrževati svojo stalno telesno temperaturo ne glede na nihanje temperature okolja, imenujemo toplokrvni oz. homeotermni organizmi, med katere spadajo ptiči in sesalci (torej tudi človek), pa tudi t. i. termogene rastline. Telesna temperatura hladnokrvnih oz. poikilotermnih organizmov je odvisna od temperature okolja.
Telesno temperaturo uravnava centralni regulacijski sistem v hipotalamusu v osrednjem živčevju. Ta center sprejema sporočila toplotnih receptorjev, ki so povsod po telesu z namenom, da ohranijo telesno toploto ali zmanjšajo izgubo toplote. Toplota nastaja z delovanjem mišic, asimilacijo hrane (spreminjanje hranilnih snovi v sestavine, lastne organizmu) ter s procesi, ki prispevajo k delovanju bazalni presnovi, izgublja pa se preko sevanja, prevajanja toplote in izhlapevanja vode iz dihalnih poti in kože, v manjši meri pa tudi preko urina in iztrebkov (fecesa).

## Termoregulacija pri človeku

### Nastanek toplote
K nastanku toplote stalno prispevajo različne biokemijske reakcije, poleg tega pa k temu prispeva tudi zaužitje hrane, krčenje (kontrakcija) skeletnih mišic (npr. pri športnih aktivnostih, pa tudi v smislu tresave termogeneze) ter endokrini mehanizmi, pri katerih sta kratkoročno pomembna adrenalin in noradrenalin, dolgoročno pa ščitnični hormoni, tj. tiroksin in trijodtironin. Pri dojenčkih je zelo pomembno tudi rjavo maščevje, katerega naloga je torej netresave termogeneze.

### Izguba toplote
Za izgubo toplote je izjemnega pomena izhlapevanje (evaporacija) vode. Le-ta ima namreč veliko izparilno toploto, tj. potrebuje veliko energije za uparitev; natančneje se z uparitvijo 1 g vode odstrani okoli 0,6 kcal toplote. Preko izhlapevanja znoja na koži in vode na sluznici dihalnih poti se človek lahko tako hitro znebi presežka toplote. V resnici poteka izhlapevanje ves čas (okoli 50 mL/h), v veliki meri zaradi samega dihanja, kar imenujemo nezaznavno izhlapevanje telesa (angleško insensible water loss).
Drugi način izgube toplote je prevajanje toplote oz. kondukcija, pri kateri se toplota izmenja med dvema telesoma oz. snovema v neposrednem stiku. Pogoj za izmenjavo je seveda temperaturni gradient, tj. temperaturna razlika, pri čemer toplotni tok v skladu 2. zakonom termodinamike od telesa z višjo temperaturo k telesu z nižjo. 
K izgubi prispeva tudi konvekcija, tj. gibanje molekul stran od območja stika. Primer tega je npr. zmanjšanje težnosti segretega zraka v stiku s človekom, ki postane lažji in se dvigne, hladnejši zrak v okolici pa je težji, zaradi česar se spusti nižje in predstavlja tako novi dotok zraka, ki pride v stik s telesom. H konvekciji prispeva seveda tudi gibanje telesa skozi medij (npr. plavanje) ter veter.
Naslednji način izgube toplote je sevanje telesa, tj. prenos toplote z infrardečim valovanjem od enega telesa k drugemu, ki ni v neposrednem stiku s prvim. Tudi samo okolje ima v zvezi s tem pomemben vpliv: posameznika lahko npr. zebe v sobi, ki je relativno topla, vendar ima mrzle stene, po drugi pa se lahko v času zime, kjer je temperatura zraka pod zmrziščem, počuti ugodno zaradi odboja svetlobe od snega.

### Mehanizmi termoregulacije

#### Nadzor termoregulacije
Osrednji center za termoregulacijo predstavlja hipotalamus, in sicer nadzira anteriorni hipotalamus reflekse v primeru pregrevanja telesa (potenje, vazodilatacija) posteriorni hipotalamus reflekse v primeru ohlajanja telesa (termogeneza, vazokonstrikcija). Informacijo o zunanji temperaturi posredujejo periferni termoreceptorji, ki se nahajajo v koži in verjetno tudi v drugih organih, kot so mišice. Notranjo temperaturo, tj. temperaturo krvi, posredujejo centralni termoreceptorji, ki se nahajajo v anteriornem hipotalamusu. Uravnavanje deluje po principu negativne povratne zanke, torej kot servomehanizem.

#### Koža in krvni pretok
Zaradi samega principa kondukcije je koža tisti organ, ki v veliki meri določa izgubo ali absorpcijo toplote. Količino toplote, ki doseže kožo iz globljih tkiv, se lahko uravnava preko spremembe pretoka krvi v koži. V primeru pregretega telesa se krvne žile blizu kože razširijo (vazodilatacija), s čimer se poveča oddajanje toplote, telesno jedro pa se ohlaja; obratno se zgodi pri podhlajenem telesu, tj. pride do skrčenja žil (vazokonstrikcije). 
Poleg arteriol, ki so ene od glavnih perifernih upornih žil, so pomembne tudi  arteriovenske anastomoze, ki neposredno povezujejo arteriole z venulami in tako zaobidejo kapilarni sistem, nahajajo pa v ustnicah, nosu, uhljih, podplatih in prstih noge ter dlaneh in koncih prstov roke. Pri segrevanju telesa se anastomoze odprejo, zaradi česar se odda še več odvečne toplote. So pod neposrednim nadzorom  simpatičnega živčevja.
Pri daljšem ohlajanju lahko pride zaradi kopičenja presnovkov (metabolitov) in bolečine po prvotni vazokonstrikciji do sekundarne vazodilatacije, pri čemer koža pordeči, bolečina pa se zmanjšanja. Krčenje in širjenje žil se nato izmenjujeta (reakcija vazomotoričnega lova), kljub temu pa je izguba toplote v primerjavi s prvotno vazokonstrikcijo minimalna. 
Zaradi povečane oksigenacije krvi obraz kljub zmanjšanemu pretoku krvi pordeči (torej povečane količine oksigeniranega hemoglobina, ki je svetlordeče barve), saj hladna koža privzema manj kisika, s tem pa se krivulja nasičenosti hemoglobina s kisikom v odvisnosti od delnega (parcialnega) tlaka kisika pomakne v levo.
Zelo omejeni pomen imajo dlake na koži, ki se naježijo v primeru podhlajenega telesa, s čimer se praktično poveča debelina plasti, skozi katero prehaja toplota: toplotni tok je v skladu z zakonom o prevajanju toplote manjši. To je človek nadomestil z uporabo oblek, kar se nanaša tudi na sevanje, saj temnejše obleke absorbirajo več toplote, svetlejše pa jo bolj odbijajo.

#### Potenje in drugi mehanizmi
Drugi pomembni mehanizem je potenje, torej izločanje znoja, s katerim izgubimo mnogo toplote. Med intenzivnim mišičnim delom v vročem okolju se lahko izloči tudi do 1.600 mL/h znoja. Pomemben dejavnik predstavlja relativna vlažnost v okolju, saj v suhem okolju izhlapi večina znoja, v vlažnem okolju, kot je džungla, pa je izhlapevanje veliko manj učinkovito, saj je zrak že nasičen z vodo; v primeru z zelo visoko vlažnostjo predstavlja potenje dejansko le neučinkovito izgubo vode in elektrolitov.
Dodatni mehanizmi za termoregulacij predstavljajo kateholamini, pod vplivom katerih se v hladnem okolju krvne žile, natančneje arteriole in venule, skrčijo in tako preusmerijo kri stran od kože, ter sam potek globokih ven v udih (lat. venae comitantes), ki ležijo vzporedno blizu arterij. Pri tem se v primeru vročega okolja deloma prenese toplota z venske krvi na arterijsko kri, kar pasivno preprečuje preveliki dotok segrete venske krvi v jedro telesa, obratno pa se zgodi v mrzlem okolju; takšen način prenosa toplota imenujemo protitočna izmenjava.

## Termoregulacija pri vretenčarjih
Glede na način uravnavanja telesne temperature delimo vretenčarje na toplokrvne (homeotermne) in hladnokrvne (poikilotermne) živali. Toplokrvne živali, med katere spadajo ptiči in sesalci , so zmožne vzdrževati svojo stalno telesno temperaturo s pomočjo presnovnih (metabolnih) procesov ne glede na nihanje temperature okolja. Telesna temperatura Hladnokrvnih oz. poikilotermnih organizmov je odvisna od temperature okolja. Določeni sesalci predstavljajo izjemo pri tem pravilu, saj so poleti oz. podnevi toplokrvni, medtem ko so hladnokrvni v zimskem času, ko hibernirajo, oz. spijo ponoči. Poleg tega lahko toplokrvne živali postanejo hladnokrvne po določenimi, patološkimi pogoji; primer tega so zajci, ki postanejo hladnokrvni zaradi okužbe z virusom stekline.
Vsi organizmi so izpostavljeni osnovni fizikalnim principom, kot je drugi zakon termodinamike in z njim povezani toplotni tok. Veliko živali, kot je npr. lisica, se v hladnem okolju pri počivanju zvije v klobčič oz. spremeni obliko svojega telesa v krogelno strukturo, saj ima krogla pri danem volumnu najmanjšo površino izmed vseh geometrijskih teles, v skladu s tem pa je toplotni tok manjši. Ena od splošnih adaptacij na mrzlo okolje je t. i. gigantotermija, pri kateri velike živali lažje vzdržujejo stalno telesno temperaturo kot pa manjše živali zaradi večjega razmerja med volumnom in površino telesa; primer tega je npr. grizli na območju Aljaske.
Za lažjo obravnavo lahko organizme razdelimo na eksotermne in endotermne organizme.

### Eksotermni organizmi
Eksotermi so organizmi, ki uravnavajo svojo telesno temperaturo preko zunanjih načinov. Veliko eksotermov spada med hladnokrvne organizme.

#### Načini hlajenja
- Izhlapevanje:
  - hlajenje v reki, jezeru ali morju.
- Konvekcija:
  - spuščanje na nižje položaje (npr. iz visokih dreves v luknje, doline);
  - izpostavljanje hladni vodi ali vetru;
  - grajenje gnezd oz. bivališč, ki so blizu naravnega ali umetnega vira hladilne vode oz. vetra.
- Kondukcija:
  - ležanje na mrzlih tleh;
  - zadrževanje v reki, jezeru ali morju;
  - prekritje telesa s hladnim blatom.
- Sevanje:
  - iskanje sence;
  - razširitev kril ali raztegnitev kožnih gub za povečanje efektivne površine.

#### Ogrevanje
- Konvekcija:
  - plezanje na višje požaje, kot so drevesa, skale;
  - izpostavitev toplemu vodnemu ali zračnemu toki;
  - grajenje izoliranih gnezd oz. prebivališč.
- Kondukcija:
  - ležanje na vročem kamnu.
- Sevanje:
  - sončenje;
  - sklopitev kril oz. zgubanje kože za zmanjšanje efektivne površine.

Nekatere ribe so razvile t. i. protizmrzovalne proteine za preprečevanje nastanka ledenih kristalov v krvi.

### Endotermni organizmi
Endotermni organizmi lahko nadzirajo svojo temperaturo, navadno z vzdrževanjem stalne telesne temperature. Mehanizmi uravnavanja in načini izgube oz. zadrževanja toplote so v principu zelo podobni tistim pri človeku. Za izgubo toplote je pomembno izhlapevanje vode iz dihalnih površin ali kože, pri tistih, ki imajo kožo prekrito s kožuhom, pa je pomembno sopenje, tj. hitro dihanje, s katerim pospešeno izhlapeva voda iz dihalnih površin. Ena od strategij za zmanjšanje izgub toplote je znižanje aktivnosti presnove, saj se s tem zmanjša temperaturna razlika med telesom in okoljem, poleg tega pa se porabi manj energije.

### Mehanizmi termoregulacije pri ptičih in sesalcih
V primeru hladnega okolja se živali prilagodijo s pomočjo naslednjih načinov:
1. preko posebnih gladkih mišic, imenovanih mišice naježevalke (lat. erector pili) se dvignejo dlake oz. perje, s čimer se praktično poveča debelina plasti (tj. ustvari se mikroklima), skozi katero prehaja toplota, toplotni tok pa je tako manjši. Podobni mehanizem obstaja pri človeku, vendar je veliko manj učinkovit zaradi veliko manjšega števila dlak na koži;
2. povečanje velikosti telesa: večje živali lažje preživijo v hladnem okolju kot pa manjše (gigantotermija); po Bergmannovem pravilu so toplokrvne živali v hladnejših okoljih večje kot pa podobne vrste v toplejših okoljih;
3. sposobnosto shranjevanja energije v obliki maščob (tako v smislu toplotne izolacije kot tudi energije za termogenezo);
4. krajših udi oz. ekstremitev, s čimer je praktično zmanjšana efektivna površina telesa;
5. protitočne izmenjave toplote v udih (npr. pri polarnem volku in pingvinih).

V primeru vročega okolja se živali prilagodijo s pomočjo naslednjih načinov:
1. vedenjskih sprememb, kot je bivanje v luknjah podnevi, in aktivno lovljenje ponoči;
2. potenja oz. sopenja;
3. shranjevanje maščobnih rezerv na enem mestu, s čimer se zmanjša toplotni izolacijski učinek (npr. grbe pri kamelah);
4. podaljšanih udov z bogatim žiljem.

## Termoregulacija pri rastlinah
Termogene rastline imajo sposobnost dviga svoje temperature nad temperaturo zraka v okolici. Med termogene rastline spadajo mnoge vrste iz družin lotosovk (Nelumbonaceae), kačnikovk, lokvanjevk (Nymphaeaceae) idr. Toplota naj bi jih v splošnem privabljala opraševalce, bodisi v smislu nekakšne nagrade žuželkam za opraševanje (kar je tudi najverjetnejše) bodisi preko cvetnih vonjav, katerih širjenje ojača toplota, lahko pa bi preprečevala zmrzovanje rastlin in jim tako omogočala preživetje v izjemnih pogojih.